# 胎膜
胎膜（fetal membranes）又称胎外膜（extraembryonic membranes）、驻外膜，是羊膜动物（爬行类、鸟类、哺乳类）个体发育过程中胚胎本体以外的膜层结构，包括卵黄囊、尿囊、羊膜、浆膜或绒毛膜四种膜，它们由胚泡分化而来的衍生物。胎膜对胎儿生长发育具有营养、保护、物质交换等重要功能。羊膜和绒毛膜組成羊膜囊。
胎膜是孕体中的結構，但属于胚胎以外的胚外组织（extraembryonic tissues），其他的胚外组织還有胎盤和脐带。
胎膜的一些病理因素，例如微破裂（microfractures）、细胞衰老及發炎，可能會增加胎膜早破（pPROM）的機率。

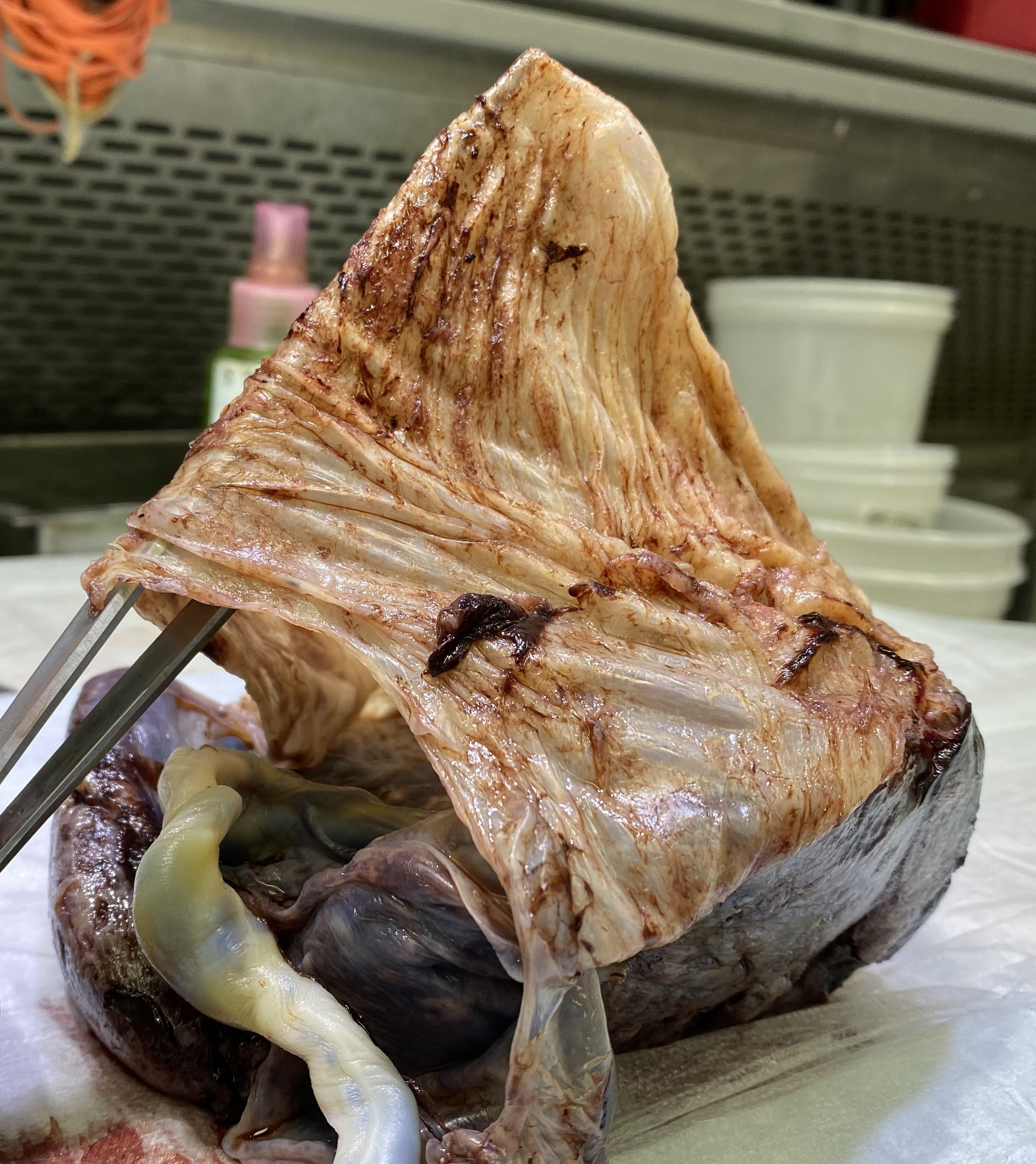
胎盤以及胎膜

## 功能
胎膜包覆在胚胎的外層，保護胚胎，在維持胎兒健康所必需的條件方面，發揮關鍵作用。

### 屏障功能
胎膜在生物基本結構的層面上分隔胎兒組織和母體組織。胎膜外層是厚的細胞絨毛膜，裡面有緻密膠原纖維組成的羊膜。羊膜和羊接觸，以其力學強度確保胎囊的結構完整性。絨毛膜和母體旳蜕膜在母胎界面部份融合。此交叉作用對維持胚胎的區部免疫系統很重要，而區部免疫系統對於維持對母體而言，是
這種相互作用對於控制局部免疫系統至關重要，而這反過來又對維持半同種異體（semi-allogeneic）的胎兒至關重要。在妊娠末期，因為由於膠原蛋白重塑，覆蓋子宮頸的胎膜會出現「弱化區」，最終會讓胎膜破裂，開始分娩。

### 胎兒成熟和分娩的信號調節
當妊娠要進入分娩時，胎膜結構會弱化。羊膜在合成前列腺素上非常重要，前列腺素可以到達子宮肌層，引發及啟動分娩。絨毛膜會產生化學物質，平衡前列腺素的合成和代謝，讓子宮肌層在孕期不會活化分娩相關的機制。目前認為前列腺素E2是由羊膜細胞合成的，前列腺素E2對於開始分娩時的子宮頸擴張非常重要。糖皮质激素對胎兒成熟、免疫反應的調節和其他懷孕相關的變化有關。前列腺素E2不但會影響分娩，也對胎兒肺部發育很重要。此外，胎膜中富含11β-羥基類固醇脫氫酶，可以將沒有生物活性的可的松轉換為有生物活性的皮質醇，皮質醇是對胎兒成熟和分娩啟動都很重要的化學物質。